# عزيزتي إيجاويلي: البيان النسوي في خمسة عشر اقتراحا
عزيزتي إيجاويلي: البيان النسوي في خمسة عشر اقتراحًا هو شكل رسائلي من أشكال البيان الكتابي للمؤلفة شيماماندا نغوزي أديشي. نُشِرَ كتاب «عزيزتي إيجاويلي» على صفحتها الرسمية على فيسبوك بتاريخ 12 أكتوبر عام 2016، و تم تحويله إلى كتاب، و نشر مطبوعًا في 7 مارس عام 2017. قبل أن يصبح كتابًا، كان عزيزتي إيجاويلي عبارةً عن رسائل إلكترونية شخصية كتبتها أديشي ردًا على صديقتها «إيجاويلي»، التي كانت تطلب نصيحة أديشي عن كيفية إنشاء ابنتها تنشئةً نسوية. و كانت نتيجة هذه المراسلات الإلكترونية هو البيان الممتد ذي الـ62 صفحة، عزيزتي إيجاويلي، مكتوبًا على هيئة رسالة. و في حين أن البيان كان مكتوبًا لصديقةٍ أنثى، إلا أن جمهور هذا العمل امتد خلاف جمهور أمهات البنات.
يتألف الكتاب من خمسة عشر اقتراحًا عن كيفية إنشاء فتاةٍ نسوية، مع الرجوع إلى أصول وتراث أديشي و إيجاويلي النيجيرية المشتركة و ثقافة الـ(إجبو). أُلهمت أديشي بنشر الرسائل بعدما زادت إحاطتها بعدم المساواة بين الجنسين في موطنها الأم نيجيريا. وضع عزيزتي إيجاويلي على قائمة الـNPR لأفضل القراءات في العام 2017.

## ملخص
في عزيزتي إيجاويلي محاولات لتحدي التحيزات الخاصة بالأدوار بناءً على الجنس والتطلعات المبنية على ذلك. استُخدِم الشكل الخطابي الأدبي لإعطاء القارئ انطباع شخصي و عميق عن الـبيان. وباستخدام لغةٍ واضحةٍ، مباشرة، وبسيطة، عُنِي البيان بتزويد الآباء بالأدوات لمحاربة مواقف انعدام المساواة النوعية عند تربية بناتهم. كما يغطي البيان مشاكل أخرى تتراوح من الواجبات المنزلية كالطبخ، إلى ملابس الأطفال بناءً على جندر الطفل. ويؤكد البيان أنه من ركائز تربية البنات تنشئةً نسوية هو تقبل المثاليات النسوية من الأمهات اللواتي تقمن بتربية وتنشئة البنات. و إحدى تلك النصائح التي أعطتها أديشي هي: «سارعي بطلب المساعدة. وتوقعي أن يتم مساعدتك... عمل المنزل وإعطاء الرعاية يجب أن يكون عملًا محايد-الجنس.»
وترفض أديشي فكرة أن يكون البيان «دليل الأبوة.» يحوي البيان تلميحات إلى شخصياتٍ بارزة مثل لقب «زوجة» التي وضعته هيلاري كلينتون على حسابها على تويتر لتوضح ادعاءات عدم المساواة النوعية. و يكون الهدف الأسمى للبيان هو المساواة النوعية أو المساواة الجنسية.

## المحتوى
تبدأ أديشي عزيزتي إيجاويلي بـ«أداتي النسوية»، حيث أن الأولى هي:
مبدأك، فهو ذاك الإيمان الصلب الذي لا يميل وهو ما تبدئين به. ما هو المبدأ؟ مبدأك النسوي يجب أن يكون: أنا مهمة. أنا مهمة بالمثل. ليس فقط «عندما» أو «حينما.» أنا مهمة بالمثل. نقطة.
مبادئ عزيزتي إيجاويلي الخمسة عشر تبدأ، وهي بالترتيب، كالآتي:
1. كوني شخصًا كاملًا.
2. افعليها سويًا.
3. علميها أن «الأدوار بناءً على النوع» ترهاتٌ بالكامل.
4. احترسي من مخاطر ما اسميه النسخة الخفيفة من النسوية (Feminism Lite).
5. علّمي (شيذالم) القراءة.
6. علميها أن تتحرى اللغة.
7. إياك والتحدث عن الزواج وكأنه إنجاز.
8. علّميها ألّا تسعى لإعجاب الآخرين.
9. أعطى (شيذالم) بعضًا من روح الهوية.
10. كوني حذرةً كيف تتعاطين معها ومع مظهرها.
11. علّميها أن تُسَاءِلَ اختيار ثقافتنا الانتقائي استخدام الأحياء كـ«سبب» لفرض العادات الاجتماعية.
12. حدثيها عن الجنس وابدئي مبكرًا.
13. الرومانسية ستحدث لذا كوني مستعدة.
14. في تعليمك لها عن الاضطهاد، حاذري ألّا تحولي المضطهدين إلى قديسين.
15. علّميها عن الاختلاف.

## الاستقبال
راجعت صحيفة الجارديان العمل في صيغة كتاب، كاتبةً أنه «سيكون من الصعب ألّا تعجب بمثل هذا الكتاب الصغير، الذي يلمع بكل مواصفات الدفء والعقلانية والوضوح الخاصة بـشيماماندا نغوزي أديشي» وأن «بعضًا من هذه الاقتراحات كانت كالجبال في الصعوبة وباتت سهلةً وبسيطة: لكن مرةً أخرى هذا ما صنع له البيان.» و قد كتبت ذا هارفارد كريمزون بإعجاب عن الكتاب، موضحةً أنه «يضع المقاييس للنسوية.»

## وصلات خارجية
- How Do You Raise A Feminist Daughter? Chimamanda Adichie Has 15 Suggestions on NPR